# Nieto Mercedes
Nieto Mercedes (?, 20. század –) magyar táncosnő.

## Élete
Az orientális táncot 1997-ben kezdte tanulni Tiánál, aki az elsők közt oktatott Magyarországon klasszikus egyiptomi hastáncot, s aki élete egyik legmeghatározóbb egyénisége és mestere lett. Korábban jazzbalettet és flamencót táncolt, tizenegy éves kora óta részese a színpad világának. Apai ágon spanyol származása miatt a zene és a tánc az első pillanatoktól fogva jelen volt az életében.
A hastánchoz kezdetben az arab zene és kultúra iránti rajongás vonzotta, a Kelet világának csodálatos és európai szemmel megfejthetetlennek tűnő, egzotikus mélysége. Számára ezen belül is Egyiptom testesítette meg mindezt, ahol talán az arab világon belül leginkább ötvöződik az ősi, mitikus világkép jelenléte, és a modern élet pezsgése, mindez számtalan árnyalattal gazdagítva. S ahogy az arab kultúra, úgy az arab zene, és maga az orientális tánc is különlegesen sokszínű és sokrétű. Emiatt kezdetektől fogva a tánc mélységei izgatták, ahogy a táncos általa egyszerre valami ősi, örök női létező megtestesítőjévé válik, miközben a mindennapi élet teljesebb megélésére is képes lesz.

## Korábbi versenyek
A MEDINA (Middle Eastern Dance in North America - Missouri, USA) nemzetközi hastáncverseny 2004-es közönség-fődíjasa
A Raqs Sharqi 2004, Országos Magyar Hastáncverseny profi kategóriájának győztese
A Nile Group kairói nemzetközi hastáncfesztivál egyik győztese 2006-ban
A VII. RAQS SHARKI - Országos Orientál Táncművészeti Verseny Legjobb koreográfus díjának győztese 2007-ben
A VIII. RAQS SHARKI - Országos Orientál Táncművészeti Verseny Legjobb koreográfus díjának győztese 2008-ban
A Nile Group kairói nemzetközi hastáncfesztivál csoportos kategóriájának 1. helyezettje 2009-ben és 2. helyezettje 2007-ben és 2008-ban a Nimfa Orientális Társulattal
A IX. RAQS SHARKI - Országos Orientál Táncművészeti Verseny  modern és kiscsoport kategóriájának győztese a Nimfa Orientális Társulattal 2009-ben

## Külső hivatkozások
- Saját weboldala